# Vanessa Fuchs

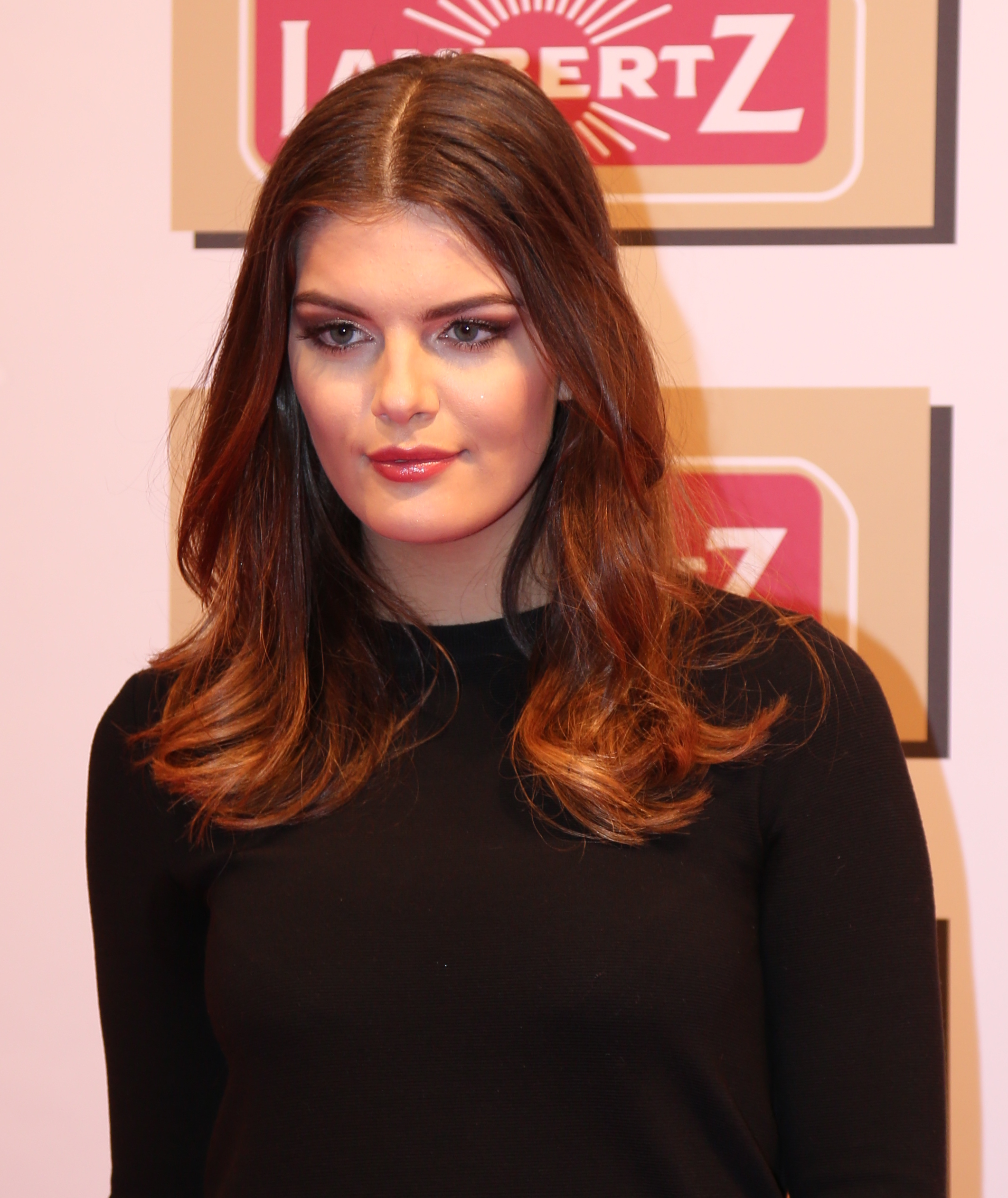
Vanessa Fuchs (2017)

Vanessa Fuchs (* 22. März 1996 in Bergisch Gladbach) ist ein deutsches Model. Sie gewann 2015 die Castingshow Germany’s Next Topmodel.

## Leben
Fuchs war Schülerin an der Integrierten Gesamtschule Paffrath in Bergisch Gladbach. Sie brach die Schule vor dem Abitur ab.
Mit 19 Jahren wurde sie Siegerin der zehnten Staffel von Germany’s Next Topmodel. Während ihrer Teilnahme erhielt sie Modeljobs für Gillette Venus und Maybelline, ebenfalls lief sie auf der Paris Fashion Week für Wunderkind. Als Gewinnerin erhielt Fuchs einen Modelvertrag mit Günther Klums Modelagentur ONEeins, ein Automobil, ein Preisgeld von 100.000 Euro sowie erschien sie auf dem Cover der Cosmopolitan.
Sie zog in die Vereinigten Staaten und arbeitet dort als Model. Sie lief mehrmals auf der New York Fashion Week und erschien auf dem Cover der L’Officiel Liechtenstein, Brasil und Italia.